# Wojna o sukcesję mantuańską
Wojna o sukcesję mantuańską – konflikt zbrojny toczący się w latach 1628–1631 o tron księstwa Mantui spowodowany wymarciem głównej linii książęcej rodu Gonzaga w 1627 roku. Polityczne tło wojny stanowiły rywalizacja francusko-habsburska oraz wojna trzydziestoletnia.
22 grudnia 1612 r. w wieku 26 lat zmarł książę Mantui i Monferratu Franciszek IV Gonzaga. Władca nie pozostawił po sobie męskiego potomka, jedynie 3-letnią córkę Marię. Jego młodsi bracia, Ferdynand I (1587-1626) oraz Wincenty II (1594-1627), należący do stanu duchownego (z kardynalatem, odpowiednio, od 1605 i 1615 r.), poszli w ślady brata przyjmując stan książęcy i zawierając małżeństwa. Ich próby ratowania dynastii zakończyły się niepowodzeniem.
Wincenty II zmarł 25 grudnia 1627 r. w wieku 33 lat, w dniu w którym jego 18-letnia siostrzenica Maria poślubiła dalekiego krewnego – Karol II Gonzagę, francuskiego księcia Nevers i Rethel. Zrodziło to problem dynastyczny, jako że Karol reprezentował poboczna linię Gonzagów. Z kolei cesarz Ferdynand II, który przed pięcioma laty poślubił siostrę trzech książąt, Eleonorę Gonzagę, starał się pozyskać Mantuę jako dziedzictwo lenne i połączyć rody Gonzagów i Guastallów z Hiszpanii. Żądania Karola II popierane były przez Francję, co groziło zwiększeniem niezadowolenia Habsburgów. Cesarza wspierała Sabaudia, której władca Karol Emanuel I zamierzał pozyskać Montferrat.
Nieporozumienia skłoniły Francję do wysłania swoich wojsk pod dowództwem Jeana de Saint Bonneta de Toiras do północnej Italii. W roku 1630 udało się zdobyć Mantuę. Konflikt przerwało jednak włączenie się Szwecji do wojny trzydziestoletniej, co skierowało uwagę cesarza na inny teatr wojny. 6 kwietnia 1631 roku Karol II Gonzaga zawarł porozumienie pokojowe z Ferdynandem II w Cherasco. Sabaudia otrzymała część Montferratu, zmuszona była jednak oddać Francuzom twierdzę Pinerolo.